# 高何镇
高何镇，是中华人民共和国四川省成都市邛崃市曾经下辖的一个镇。2019年12月，撤销高何镇，将原高何镇所属行政区域划归天台山镇管辖。

## 行政区划
高何镇撤销前下辖以下地区：
沙坝社区、靖口村、高兴村、王家村、毛河村、何场村和银杏村。

## 全国重点文物保护单位
- 石塔寺石塔